# 이브제니 클리아킨
이브제니 클리아킨 (1934년 3월 23일 소비에트 연방 레닌그라드 출생 - 1994년 7월 30일 이스라엘에서 사망) 은 러시아인 가수, 작곡가이다.

## 전기
클리아킨은 1957년 레닌그라드 대학교를 졸업하고 레닌그라드의 다양한 건축 기관들에서 기술자로 일하였다.
그는 1961년부터 곡을 작곡하기 시작했다. 초창기 그의 곡들은 다른 시들을 바탕으로 만들어졌지만, 러시아 기타를 연주하기 시작하면서 그 만의 곡들을 썼다.
일생 동안 클리아킨은 300여 곡을 작곡하였고, 그 중 70곡은 다른 시들에서 나왔다. 1990년, 이브제니 클리아킨은 가족들과 이스라엘로 이민을 갔다. 그는 미국과 이스라엘에서 계속 공연했고, 1994년에는 러시아 콘서트를 열었다.

## 수상 내역
- 레닌그라드 아마추어 작곡 대회 - 1위, 2위 (1965, 1967)
- 벨라루스 브레스트 여행객 노래 대회 - 1위 (1965)
- 모스크바 여행객 노래 대회 - 2위 (1969)

## 작품

### 책
- "Don't Look Back" song book collection (1994)
- "Looking Back at My Life" (1999)
- "We live till we are loved" (2000)

### 곡
- "Autumn motif" (1987)
- "Pilgrims" (1990)
- "To Russia" (1995)
- "To my contemporaries" (1995)
- "Wet waltz" and "Melody to the boat's rhythm" (1995)
- "To my contemporaries" (1996)
- "Beginnings and ends" (1996)
- "Nothing to feel sorry for". (1999)
- "The best songs" (2000)
- "Evgeny Kliachkin. Russian bards" (2001)

"Don't Look Back", "A Song About The Morning City", "Pskov", "A Child's Picture", "Coming Back", "The Wet Waltz", "To My Contemporaries"가 그의 대표적인 곡들이다.